# همیشه عاشقت خواهم بود (فیلم)
«من همیشه عاشقت خواهم بود» (انگلیسی: I Will Always Love You (film)) فیلمی در ژانر رمانتیک است که در سال ۲۰۰۶ منتشر شد.